# ALLISS-Antenne

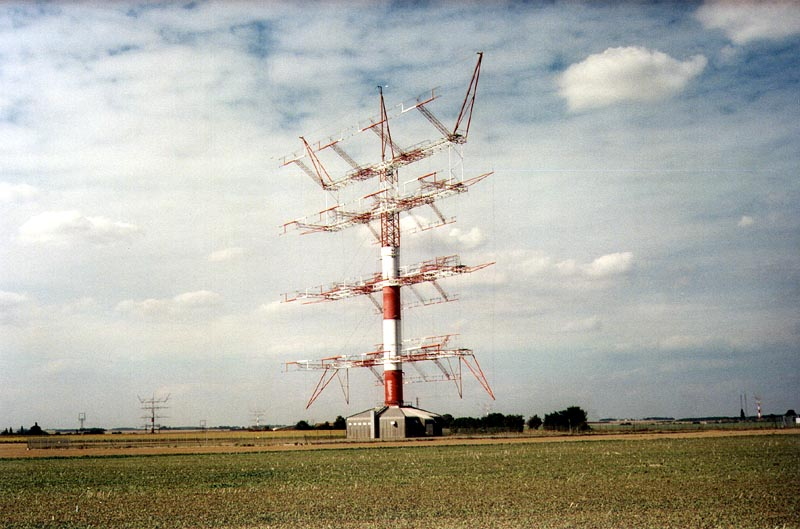
Die ALLISS-Antenne „Volga“ war 1993 die erste ALLISS-Antenne bei der Sendestelle Issoudun. Die zugewandte Seite zeigt die Low-Band-Antenne.

Die ALLISS-Antenne ist eine frei drehbare Kurzwellen-Richtantenne in Kombination mit eigenem Hochleistungssender mit einer Sendeausgangsleistung von 500 kW. Der Name ist ein Kunstwort, bestehend aus den Namensanfängen der größten französischen Kurzwellen-Senderstandorte ALLouis-ISSoudun.

## Geschichte
Diese Antennenform wurde in Zusammenarbeit von Thomson-CSF (später Thales) und TéléDiffusion de France (TDF) als Ersatz für die alten Kurzwellensender in Issoudun und Allouis entwickelt. Die gesamte Antennenkonstruktion ist selbsttragend, voll drehbar und mit einem Sender fest verbunden. Es entstand ein kompaktes Modul, Antenne und Sender in einem. Die erste Antenne dieser Art wurde 1993 nach gut einjähriger Vorbereitung nach nur sechsmonatiger Bauzeit im Sendezentrum Issoudun in Betrieb genommen. Dort wurden bis 1996 insgesamt 12 ALLISS-Antennen aufgebaut. Der Hersteller dieser Antennen war Thales. Die Sender stammen von Thomson. Die Antennen am Standort Issoudun haben alle Namen von Flüssen erhalten. Die Namen von Flüssen wurden verwendet, weil die Antennen die „(Funk-)Wellen fließen lassen wie Wasser, von einem Land zum Anderen“ (Zitat RFI, siehe Video vom Aufbau). Die erste Antenne ist die Antenne „Volga“.

## Aufbau

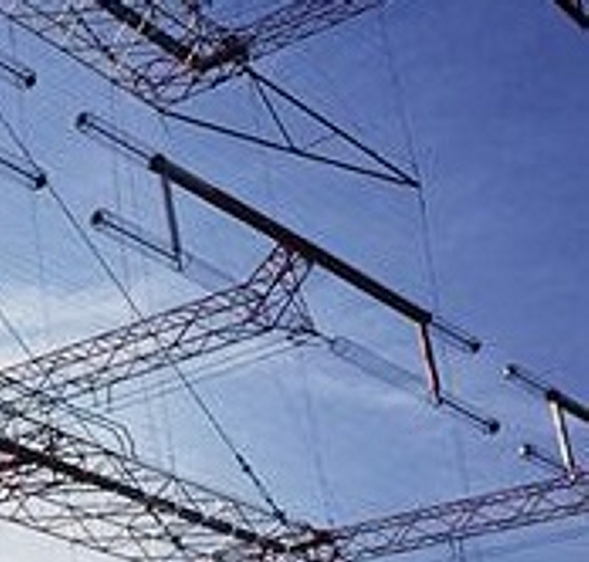
Dipol von Thales (Bj. 94), Teile als runde Drahtreuse

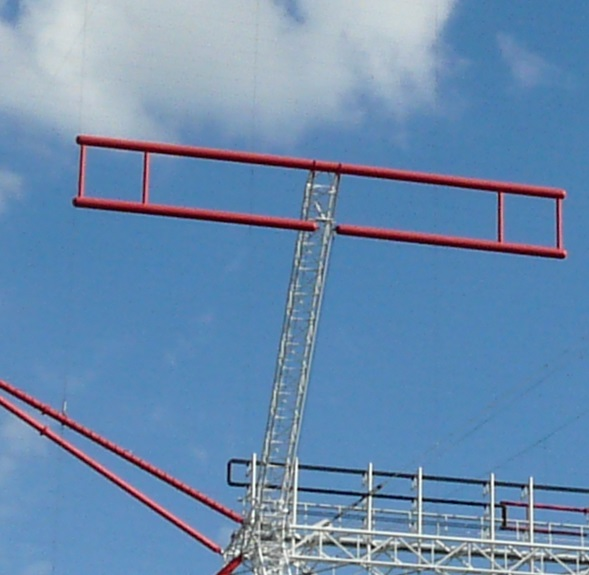
Dipol von Ampegon (Bj. 97), vollständig in Rohrmaterial

Wesentliche Punkte beim System ALLISS sind die Integration des Senders in den Fuß unter der Antenne und die Verwendung einer drehbaren Antenne. Die gesamte Antennenkonstruktion ist selbsttragend. So benötigt man weder Antennenwahlschalter noch Schieleinrichtungen oder verlustbehaftete Antennenzuführungen. Man benötigt für eine Antenne nur einen Standplatz von max. 80 m im Durchmesser, einen Stromanschluss, einen (üblicherweise) Glasfaseranschluss für Sendesignal und Fernbedienung und einen Wasseranschluss für die Klimatisierung der Anlage und Kühlung der Endstufe. Im „Sockel“ der Antenne befindet sich der Sender mit einer Leistung bis zu 500 kW. Die Antenne ist frei drehbar um 360° in jeder Richtung. Eine volle Drehung dauert ca. 5 Minuten. Die Antenne hat zwei „Seiten“ die mit unterschiedlichen Antennensystemen (High- und Low-Band) bestückt sind. Damit ist der gesamte Frequenzbereich von 6 bis 26 MHz zu bedienen. Die Antenne hat im Unterschied zu den bisher üblichen Vorhangantennen Dipole in massiver Bauform, in der Regel bestehend aus Stahlrohren. Die Reflektorwände und die Speiseleitungen sind in Kupferseil bzw. Kupferrohr ausgeführt. Die Polarisation ist horizontal. Die neueren Versionen werden in Kooperation mit Ampegon Antenna Systems GmbH gebaut. Sie lassen sich durch unterschiedliche Bauform der Dipole erkennen. Bei den ersten Antennen von Thales haben die Dipole eine Hälfte in Form einer Drahtreuse (in Anlehnung an die Reuse beim Fisch- oder Vogelfang), bei Ampegon sind die Dipole komplett aus Rohrmaterial.

## Technik

### Betriebsmerkmale
Durch die ALLISS-Antenne ist ein Senderbetreiber in der Lage, alle Betriebsparameter jederzeit frei zu ändern:
- Strahlrichtung von 0 – 359° in einer Geschwindigkeit von ca. 1°/sec
- Sendefrequenz- und Antennen-Charakteristik-Auswahl (z. B. HRS 4/4/1 zu HRS 2/4/1)

Ein neues Sendeziel inklusive Frequenz- und Richtungsänderung ist damit innerhalb von 5 Minuten zu erreichen.

### Varianten

RF-Funktionsübersicht der ALLISS-Antenne

Die beiden Gruppen einer Antenne, Vorder- und Rückseite, bestehen physikalisch immer aus 4 Zeilen zu 4 Elementen.
Mögliche Varianten in der Konfiguration (Aktivierung) sind:
- 4 × 4 Elemente = HRS 4/4 (4 Zeilen zu 4 Elementen übereinander)
- 4 × 2 Elemente = HRS 2/4 (4 Zeilen zu 2 Elementen übereinander)
- 2 × 4 Elemente = HRS 4/2 (2 Zeilen zu 4 Elementen übereinander)
- 2 × 2 Elemente = HRS 2/2 (2 Zeilen zu 2 Elementen übereinander)

Der Gewinn beträgt im:
- Low-Band  ( 6 – 12 MHz): 11 – 17 dBd
- High-Band (13 – 26 MHz): 17 – 21 dBd

Zu erwähnen ist eine besondere ALLISS-Antenne in Issoudun, die „Gange“. Alleine vom Aussehen macht sie einen gigantischen Eindruck. Als Einzige dieses Typs ist sie für Frequenzen ab 3.900 kHz (75-m-Band) ausgelegt. Trotz der Ausführung HRS 2/2/1 (2 × 2 Elemente, eine Wellenlänge über dem Boden) auf der Low-Band-Seite sind ihre Abmaße in Breite und Höhe fast 100 m. Sie wird verwendet um auf 3.965 kHz Nordwest-Afrika zu erreichen.
Alle Antennen in Issoudun haben auf der High-Band-Seite Gruppen von 6 × 4 Elementen (HRS 4/6/1) für einen noch flacheren Abstrahlwinkel. Diese Bauform wird heute nicht mehr angeboten.

### Vorteile in der Wartung
Alle Bestandteile der Antenne sind relativ einfach zu erreichen. Am drehbaren Zentrumsmast befindet sich eine Steigleiter mit integrierter Steigschutzschiene. Die Ausleger enthalten Laufgitter mit Geländern (catwalk) und alle Isolatoren sind gut erreichbar. Zur Wartung brauchen keine Antennenteile demontiert oder herabgelassen werden, wie es bei Vorhangantennen erforderlich ist. Die System-Lebenszeit ist auf ca. 50 Jahre ausgelegt. Die Anlage kann vollständig fernbedient und -überwacht werden. Es ist im Regelbetrieb kein Personal vor Ort erforderlich.

### Vorteile beim Aufbau
Alle technischen Bestandteile der Anlage werden vorgefertigt angeliefert. Wenn die Anschlüsse für Energie, Wasser und Glasfaser vorbereitet sind, dauert der Aufbau des Systems inklusive Betonarbeiten etwa 6 Monate. Das stellt einen nicht zu verachtenden Vorteil gegenüber einer konventionellen Anlage mit Vorhangantennen dar. Als Beispiel sei der Bau der Kurzwellensendeanlage Wertachtal genannt. Hier brauchte man fast 3 Jahre bis zur ersten Sendeminute. Es standen dann aber nur 4 Antennen zur Verfügung und damit war nur Betrieb in zwei Richtungen möglich. Weiter ist der Platzverbrauch ein wesentlicher Vorteil: man benötigt ca. 10.000 m² (=1 ha) pro Antenne. Man kann ein Modul quasi überall aufbauen. Für eine Station mit 15 Modulen werden 15 ha an Fläche benötigt. Im Vergleich: 200 ha waren für die Sendefunkstelle Wertachtal nötig.